# Aphyosemion ogoense
Aphyosemion ogoense är en fiskart som först beskrevs av Pellegrin, 1930.  Aphyosemion ogoense ingår i släktet Aphyosemion och familjen Nothobranchiidae. Inga underarter finns listade i Catalogue of Life.